# غريغوري أوبراين
غريغوري أوبراين (بالإنجليزية: Gregory O'Brien)‏ هو صحفي وشاعر نيوزلندي، ولد في 1961.

## وصلات خارجية
- غريغوري أوبراين على موقع الموسوعة البريطانية (الإنجليزية)